# Paduli
Paduli là một đô thị ở tỉnh Benevento trong vùng Campania, có vị trí khoảng 60 km về phía đông bắc của Napoli và khoảng 9 km về phía đông bắc của Benevento. Tại thời điểm ngày 31 tháng 12 năm 2004, đô thị này có dân số 4.213 người và diện tích là 44,7 km².
Paduli giáp các đô thị: Apice, Benevento, Buonalbergo, Pago Veiano, Pietrelcina, San Giorgio del Sannio, San Giorgio La Molara, San Nicola Manfredi, Sant'Arcangelo Trimonte.